# Хромосома (генетичний алгоритм)
Хромосома - основне поняття в теорії генетичного алгоритму. Це вектор (або рядок) з будь-яких чисел. Якщо цей вектор представлений бінарним рядком з нулів і одиниць, наприклад, 1010011, то він отримується або з використанням двійкового кодування, або коду Грея. Кожна позиція (біт) хромосоми називається геном.